# Świat do góry nogami
Świat do góry nogami (inna wersja tytułu polskiego tłumaczenia: Bez przewrotu; fr. Sans dessus dessous, 1889) – jednotomowa powieść Juliusza Verne’a z cyklu Niezwykłe podróże. Jest to ostatnia część małej trylogii Verne’a: Z Ziemi na Księżyc, Wokół Księżyca, Świat do góry nogami.
Pierwszy polski przekład pojawił się w 1892. W 2013 nakładem Polskiego Towarzystwa Juliusza Verne’a pojawiło się nowe polskie tłumaczenie zatytułowane Bez góry i dołu.